# Banquete de sangre
Banquete de sangre (inglés:Supping with Panthers) es una novela de vampiros escrita por Tom Holland en 1996.
Aunque no es una continuación de su novela previa: El señor de los muertos, en El banquete de sangre el autor utiliza acontecimientos y personajes reales y literarios bajo una perspectiva sobrenatural. Los asesinatos de Jack el destripador, la figura de Bram Stoker y otros elementos son introducidos en un contexto muy diferente.
Aunque en esta novela también aparece Lord Byron, no tiene un papel protagonista de El señor de los muertos, sino una presencia mucho más secundaria.

## Sinopsis
El prólogo está ambientado en la frontera del Imperio británico en el Himalaya en el año 1887. Una expedición encabezada por el doctor John Eliot, especialista en el estudio de la sangre viaja al territorio de Kalikshutra, sobre el que se cierne una tenebrosa leyenda. 
Tras un encuentro que lo marcará para el resto de su vida, John Eliot regresa a Londres, lleno de culpa, dedicando sus días a curar a los pobres -hasta que Lady Rosamund Mowberley acude a él para que investigue la desaparición de su marido, un viejo amigo de Eliot. Para buscar a su amigo el doctor Eliot debe descender al mundo oculto de Londres. Es un viaje que resultará mucho más peligroso que su expedición a Kalikshutra. Acompañado por Bram Stoker, cuyas observaciones le inspirará para escribir su novela inmortal, Drácula, John Eliot conocerá a actores, nobles decadentes y otros habitantes de la noche londinense. Debido a sus recuerdos del Himalaya, Eliot se encontrará con una tentación a la que no puede resistirse: la encantadora y seductora Lilah, que no descansará hasta revelar los impulsos más monstruosos del doctor y desatarlos sobre Londres.
- Datos: Q6393328